# Cinzia Zanotti
Cinzia Zanotti (Chiari, 8 marzo 1964) è un'ex cestista e allenatrice di pallacanestro italiana.

## Carriera
Con l'Italia ha disputato i Campionati mondiali del 1990 e tre edizioni dei Campionati europei (1987, 1989, 1991).

## Palmarès
- Coppa Ronchetti: 1

BF Milano: 1990-91